# Лінд (Міннесота)
Лінд (англ. Lynd) — місто (англ. city) в США, в окрузі Лайон штату Міннесота. Населення — 436 осіб (2020).

## Географія
Лінд розташований за координатами 44°24′4″ пн. ш. 95°52′24″ зх. д. / 44.40111° пн. ш. 95.87333° зх. д. (44.401095, -95.873376).  За даними Бюро перепису населення США в 2010 році місто мало площу 3,08 км², з яких 3,04 км² — суходіл та 0,04 км² — водойми. В 2017 році площа становила 3,29 км², з яких 3,24 км² — суходіл та 0,04 км² — водойми.

## Демографія
Згідно з переписом 2010 року, у місті мешкало 448 осіб у 164 домогосподарствах у складі 119 родин. Густота населення становила 145 осіб/км².  Було 184 помешкання (60/км²).
Расовий склад населення:
| - 83,0 % — білих - 2,0 % — чорних або афроамериканців - 0,9 % — корінних американців - 0,9 % — азіатів - 10,5 % — осіб інших рас |

До двох чи більше рас належало 2,7 %. Частка іспаномовних становила 19,0 % від усіх жителів.
За віковим діапазоном населення розподілялося таким чином: 31,7 % — особи молодші 18 років, 60,7 % — особи у віці 18—64 років, 7,6 % — особи у віці 65 років та старші. Медіана віку мешканця становила 34,2 року. На 100 осіб жіночої статі у місті припадало 103,6 чоловіків;  на 100 жінок у віці від 18 років та старших — 101,3 чоловіків також старших 18 років.
Середній дохід на одне домашнє господарство  становив 70 821 долар США (медіана — 70 625), а середній дохід на одну сім'ю — 82 571 долар (медіана — 76 007). За межею бідності перебувало 17,4 % осіб, у тому числі 26,1 % дітей у віці до 18 років та 9,7 % осіб у віці 65 років та старших.
Цивільне працевлаштоване населення становило 353 особи. Основні галузі зайнятості: виробництво — 33,1 %, освіта, охорона здоров'я та соціальна допомога — 22,1 %, мистецтво, розваги та відпочинок — 6,8 %, науковці, спеціалісти, менеджери — 6,2 %.